# Bedford HC
Le Bedford HC est un petit utilitaire produit à partir de 1938 par le constructeur britannique Bedford. Il partage sa mécanique avec la berline Vauxhall 10-4 série H. 
La production de ces véhicules utilitaires, destinés aux civils, est interrompue durant la Seconde Guerre mondiale, mais la fourgonnette HC reprend brièvement du service à l'issue des hostilités. Le HC est ensuite secondé par le Bedford JC, modèle plus robuste, lui-même remplacé après-guerre par le Bedford PC, à caisse plus haute. L'avènement du Bedford CA, véhicule beaucoup plus moderne, rend le PC obsolète, entraînant ainsi son retrait définitif de la production.

## Fourgonnettes Bedford précédentes

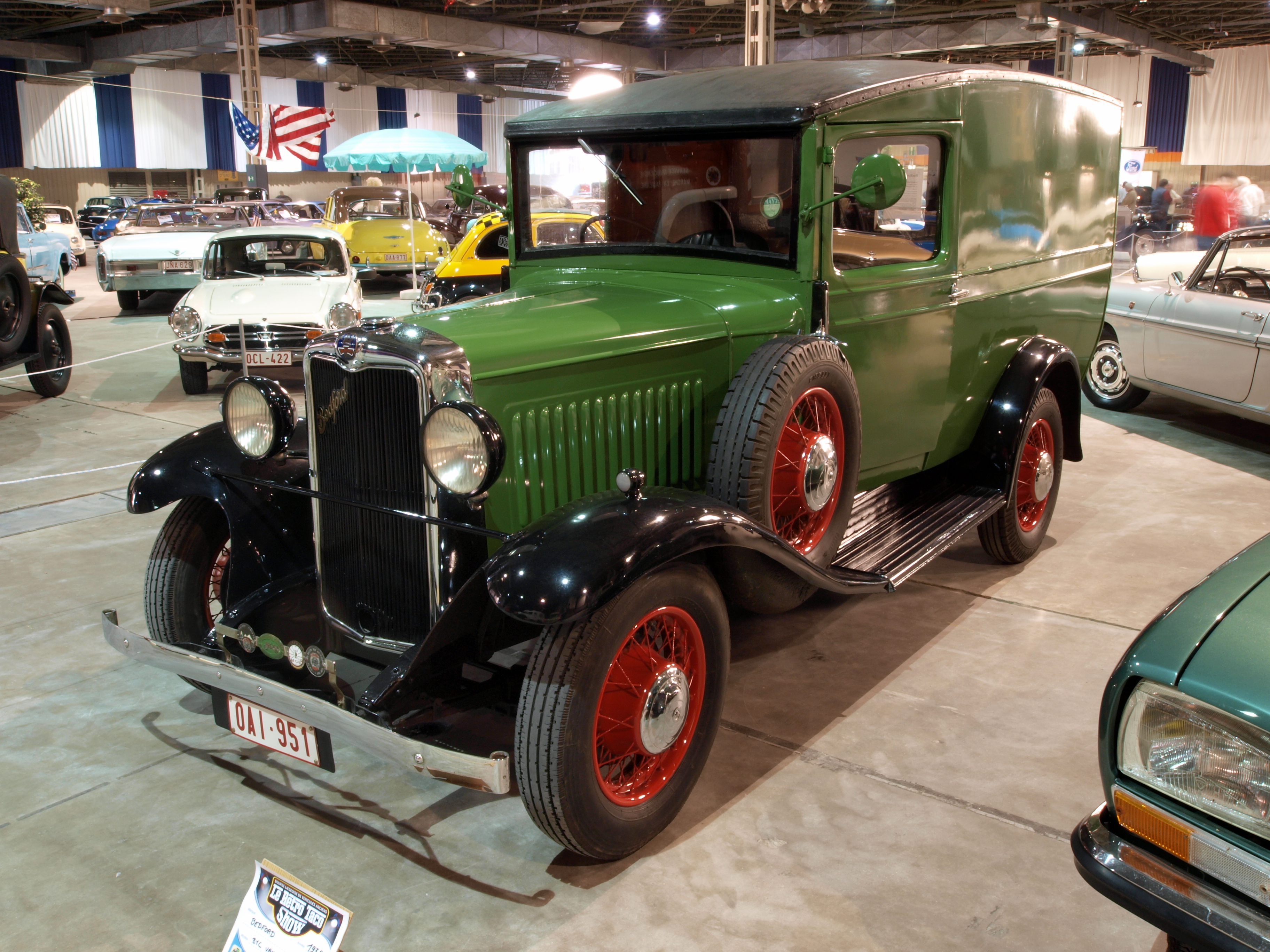
1938 Bedford BYC

En 1932, Bedford produit son premier véhicule utilitaire léger. Classé dans la catégorie des douze quintaux, ce fourgon trouve son origine dans la carrosserie de la voiture de tourisme Vauxhall Cadet. Toutefois, pour répondre aux exigences d'une charge utile accrue, il est doté d'une mécanique plus robuste. Son moteur à six cylindres, emprunté à la Chevrolet, offre une puissance supérieure, tandis que son essieu arrière, hérité de la contemporaine Chevrolet Independence, est conçu pour supporter des masses plus importantes. Afin de répondre à une demande diversifiée, des variantes camionnettes sont également proposées. Ces modèles, désignés sous les appellations WS, VYC et BYC, viennent enrichir la gamme Bedford. Fort de ce succès initial, le constructeur poursuit son ascension sur le marché du transport léger avec l'introduction des fourgons ASYC et ASXC de huit quintaux, étroitement dérivés de la Vauxhall Light Six.

## Conception
Le moteur d'origine du HC est un quatre cylindres de 1203 cc, qui a été évalué à 25,7 kW à l'époque.
La production est interrompue en 1940, au seuil de la Seconde Guerre mondiale. Tandis que Bedford se consacre dès 1945 à l'assemblage de ses engins les plus puissants, les modèles HC et JC, plus légers, doivent patienter jusqu'en 1946 pour connaître un renouveau. À partir du dernier trimestre de 1946, les HC sont équipés d'un moteur de 1442 cm³, identique à celui qui anime la Vauxhall 12-4, et que l'on retrouve également sur le JC, plus robuste, développant une puissance de 35 ch. Le HC est définitivement abandonné en septembre 1948, après une production totale de 10 600 exemplaires. Bien que la version pick-up ne figure plus au catalogue d'après-guerre, Bedford propose l'intéressante déclinaison « Utilevan ». Il s'agit d'une variante break à quatre places, dotée d'une banquette arrière rabattable, aménagée sur la base de la camionnette. L'Utilevan est une transformation officiellement agréée par le carrossier indépendant Martin Walter, Ltd., qui conçoit par la suite le célèbre Bedford Beagle.
Dès le milieu de l'année 1938, l'assemblage du HC est également entrepris en Australie, où il est commercialisé sous la dénomination de Bedford 6cwt Carryall. Une fourgonnette à pavillon bas et à portières antérieures arrondies est proposée, de même que trois utilitaires coupés distincts : un modèle à livraison béante, un modèle à livraison à côté de puits et un modèle à livraison à plateau évasé. Le propulseur demeure identique à celui destiné au marché britannique. Par la suite, la gamme de carrosseries est étendue à sept modèles, incluant un utilitaire roadster, un pick-up dépourvu de toit.

## Bedford JC

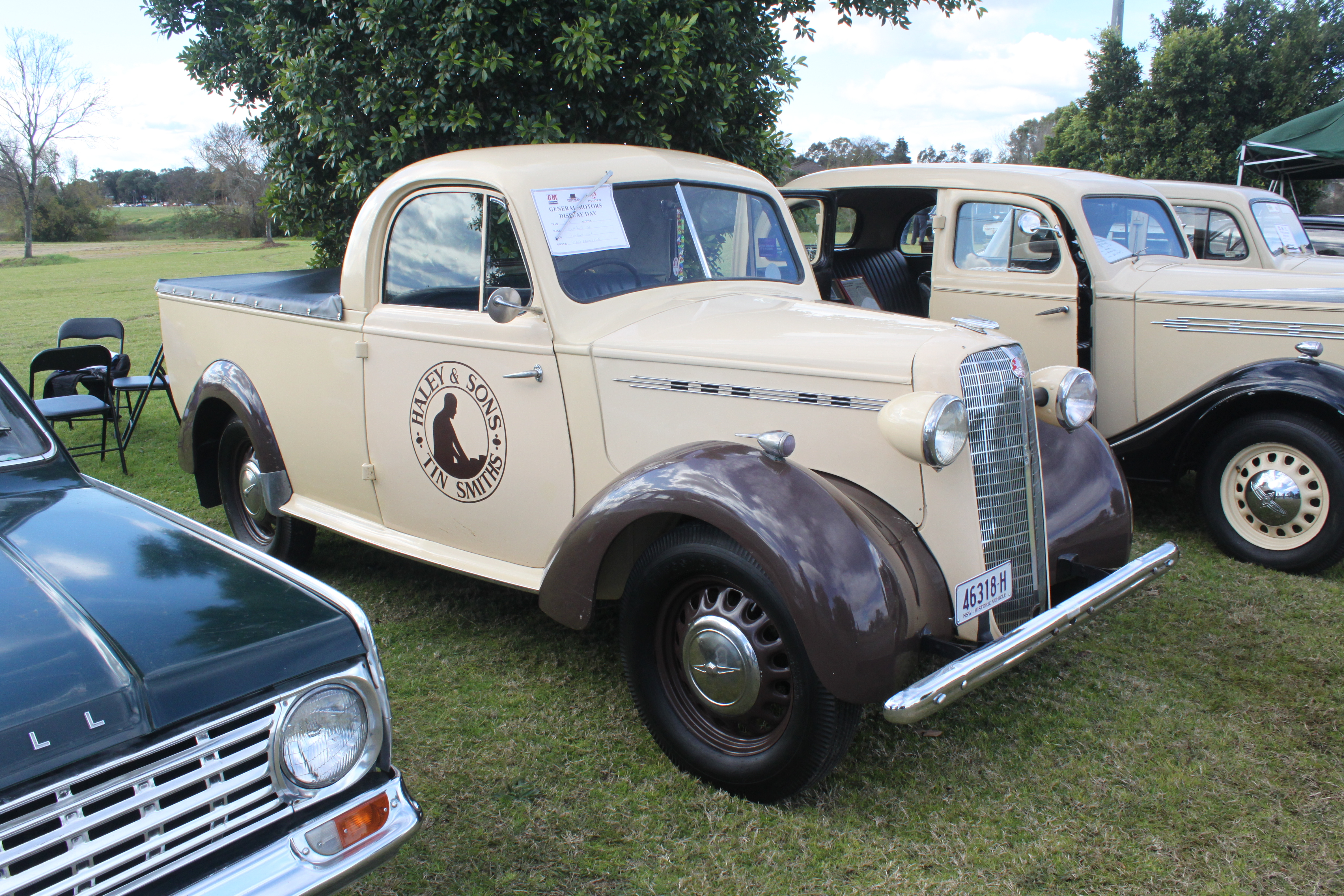
Coupé utilitaire Bedford JC 1940 (Australie)

Le JC, plus robuste, rejoint le HC en juin 1939. Les différences visuelles entre les fourgons HC et JC sont une ligne de toit plus haute et un empattement plus long de 105 pouces (2 700 mm). Le JC reçoit le moteur de 1,4 litre « 12HP » utilisé dans le Vauxhall 12-4 et les HC d'après-guerre. La charge utile du JC est de 10 ou 12 long hundredweight (510 ou 610 kg). Le JC est produit de 1939 à 1940, puis de 1946 à 1948. Comme pour le HC, une variante « Utilevan » est également proposée, une version fourgon avec deux sièges arrière rabattables et une capacité maximale de sept personnes.
À partir de la fin de l'année 1939, le JC de 10 ch est également construit par Holden en Australie, en sept carrosseries différentes. Les variantes du Coupé Utilitaire sont les plus courantes, mais des fourgonnettes sont également disponibles. La puissance maximale du moteur de la JC est de 40 ch (30 kW). Le châssis de la JC est également utilisé pour la gamme de voitures de tourisme Vauxhall Model J de 14 ch à six cylindres.
Les JC (et les 14) construites en Australie ont des pare-brise en deux parties, un détail qui se retrouve sur le modèle PC suivant, car les vitres plus petites sont moins chères et plus faciles à remplacer en raison des routes caillouteuses australiennes.

## Bedford PC

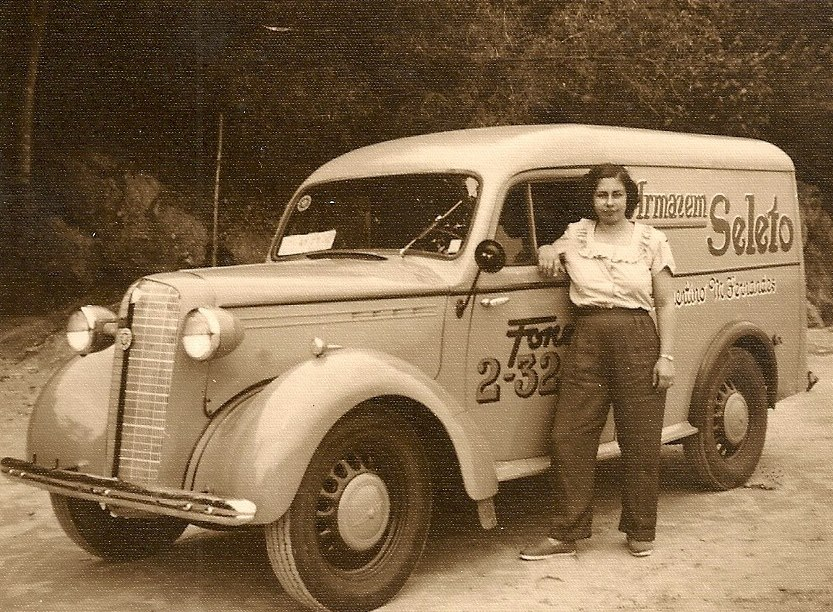
Fourgonnette Bedford PC 1950 exportée au Brésil

Vers le milieu de l'année 1948, le modèle JC subit une mise à jour notable. Sa transmission, initialement à trois vitesses, est modernisée et placée en colonne. De plus, le système électrique est entièrement revu et adapté au standard de 12 volts, entraînant ainsi un changement de dénomination officiel. Désormais, ce modèle est connu sous l'appellation Bedford PC. Ni le moteur, pièce maîtresse du véhicule, ni l'esthétique générale ne sont modifiés de manière significative.
Le PC est également assemblé sur le sol australien par la maison Holden, à partir de composants expédiés de Grande-Bretagne. La carrosserie arrière, dissimulée sous le capot, est entièrement fabriquée en Australie et présente des différences notables par rapport aux modèles britanniques. Les portières, aux sommets arrondis, et la ligne de toit, nettement plus basse, en témoignent. Holden propose ainsi quatre styles de carrosserie de conception propre : un châssis nu, doté d'un simple capot (PC 6100), un coupé utilitaire décapotable (PC 6106), un coupé utilitaire de type Wellside (PC 6108) et, enfin, un fourgon à panneaux (PC 6104).